# Tamarix pycnocarpa
Tamarix pycnocarpa är en tamariskväxtart som beskrevs av Dc. Tamarix pycnocarpa ingår i släktet tamarisker, och familjen tamariskväxter. Inga underarter finns listade.